# El nivel sube
El nivel sube - Crónicas del Chojín Volumen 2 es el segundo LP de El Chojin compuesto y editado en el año 2000. Consta de 20 canciones.

## Lista de canciones
- 1. «Esto es solo el comienzo»
- 2. «Como me gusta el Rap»
- 3. «Me cachí en los mengues»
- 4. «Intro:Conozco el juego»
- 5. «Escenario»
- 6. «El nivel sube»
- 7. «Intro:Por qué dicen eso»
- 8. «Siempre tranquilo»
- 9. «Intro:Por qué dicen eso»
- 10. «Cabo verde»
- 11. «A mi peña»
- 12. «Eh! Somos nosotros»
- 13. «Me cachí en los mengues otra vez»
- 14. «Reyes»
- 15. «Jam Scratch»
- 16. «Mal ejemplo»
- 17. «Saimon dice»
- 18. «Invasión»
- 19. «Comunicador»
- 20. «Outro»

- Datos: Q5825907